# بالارد (ویرجینیای غربی)
بالارد (به انگلیسی: Ballard) یک منطقهٔ مسکونی در ایالات متحده آمریکا است که در شهرستان مونرو، ویرجینیای غربی واقع شده‌است. بالارد ۶۴۵٫۸۸ متر بالاتر از سطح دریا واقع شده‌است.